# چنگک (فیلم)
چنگک (انگلیسی: The Hook) یک فیلم جالوی یونانی است که در سال ۱۹۷۶ منتشر شد. از بازیگران آن می‌توان به باربارا بوشه، جسیکا دابلین و گونتر اشتول اشاره کرد.